# Yannick Jozefzoon
 (janvier 2019).
Si vous disposez d'ouvrages ou d'articles de référence ou si vous connaissez des sites web de qualité traitant du thème abordé ici, merci de compléter l'article en donnant les références utiles à sa vérifiabilité et en les liant à la section « Notes et références ».
 (janvier 2019).
Yannick Jozefzoon, né le 8 août 1990 à Groningue, est un acteur et présentateur néerlandais.

## Filmographie

### Téléfilms
- 2004 : Zoenen of schoppen : Leroy
- 2005 : Nieuwe ouders : Peter
- 2012 : Verborgen Verhalen (nl) : Boy
- 2014 : Het Klokhuis (nl) : Divers rôles
- 2014 : SpangaS : Dominic van der Geest
- 2016 : Flikken Rotterdam (nl) : L'employé
- 2017 : Fuckboy Season : Damian
- 2017 : Hollands Hoop (nl) : Fret
- 2017 : Dare : Mitch
- 2018 : Tom Adelaar : Sharif N'Kongo DeMiranda
- 2018 : Zuidas (nl) : Sacha van Olst

### Cinéma
- 2012 : Alleen maar nette mensen (nl) : Reginaldo
- 2015 : Instalife : Rutger
- 2015 : Boy 7 : Louis
- 2016 : Babatunde: Obi
- 2016 : De held (nl) : Dre
- 2016 : Of ik gek ben (nl) : Docteur Bibber
- 2018 : All You Need Is Love (nl) : Romano
- 2018 : Tom Adelaar : Sharif

## Animation
- 2015 : Wild Wild West : coproducteur
- 2016 : Hart Beat : journaliste